# 제2차 사이온지 내각

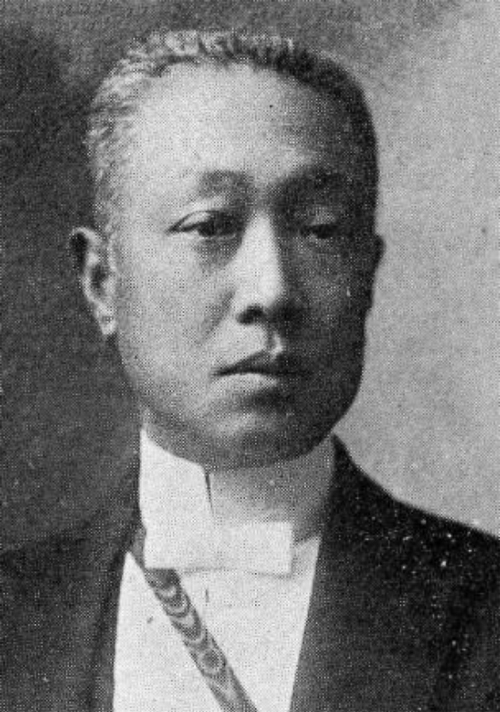

제2차 사이온지 내각(일본어: 第2次西園寺内閣)은 입헌정우회 총재 사이온지 긴모치가 제14대 내각총리대신으로 임명되어, 1911년 8월 30일부터 1912년 12월 21일까지 존재한 일본의 내각이다.

## 재직 기간
- 1911년(메이지 44년) 8월 30일 ~ 1912년(다이쇼 원년) 12월 21일
- 재직 일수 : 480일

## 같이 보기
- 게이엔 시대